# Blanche Roullet-Fauve
Pour les articles homonymes, voir Roullet et Fauve (homonymie).
Blanche Roullet-Fauve, née le 1er août 1857 à Paris où elle est morte le 19 mai 1907, est une peintre française.

## Biographie
Marie Esther Blanche Fauve est la fille de Louis Auguste Fauve, géomètre, et de Marie Henriette Camus.
Élève de Gaston Roullet, elle expose au Salon de 1884 à 1898.
En 1893, elle épouse Gaston Roullet.
Paysagiste aquarelliste, elle obtient le prix de paysage de l'Union des femmes peintres et sculpteurs en 1907.
Domiciliée au no 34 de la rue de Lille, elle meurt en 1907 à l'âge de 49 ans à la maison de Santé des sœurs Augustines
.

## Œuvres exposées aux Salons parisiens
- Plage d'Étretat, le matin, au Salon de 1884
- Route sous bois, à Villerville, au Salon de 1887
- Carrière de la Folie, à Suresnes, au Salon de 1889, aquarelle
- Les Vallées, à Auvers-sur-Oise, au Salon de 1890, aquarelle
- Bas-Meudon, au Salon de 1890, aquarelle
- La Butte-Montmartre, versant nord, au Salon de 1891, aquarelle
- Carrières de Romainville, au Salon de 1892, aquarelle
- Plage de Villerville, au Salon de 1893, aquarelle
- Crécy-en-Brie, au Salon de 1893, aquarelle
- Paysage en Provence, au Salon de 1894, aquarelle
- Fin de mistral ; côtes de Provence, au Salon de 1894, aquarelle
- Les Martigues (Bouches-du-Rhône), au Salon de 1895, aquarelle
- Corderie de la Rodi, à Martigues (Bouches-du-Rhône), au Salon de 1896, aquarelle
- Saint-Martin-Vésubie (Alpes-Maritimes), au Salon de 1898, aquarelle